# Power of the Night
Power of the Night – trzeci album studyjny zespołu Savatage. Został wydany przez wytwórnię Atlantic Records.

## Lista utworów
1. „Power of the Night” – 5:14
2. „Unusual” – 4:27
3. „Warriors” – 4:03
4. „Necrophilia” – 3:36
5. „Washed Out” – 2:13
6. „Hard for Love” – 3:59
7. „Fountain of Youth” – 4:31
8. „Skull Session” – 3:21
9. „Stuck on You” – 3:10
10. „In the Dream” – 4:15

Utwór dodatkowy na reedycji z 1997 roku
1. „Sleep” (Piano Version) – 4:16

Utwory dodatkowe na reedycji z 2002 roku
1. „Power of the Night” (Live) – 4:51
2. „Sirens” (Live) – 3:02

## Twórcy
- Jon Oliva – śpiew, instrumenty klawiszowe
- Criss Oliva – gitara
- Keith Collins – gitara basowa
- Steve Wacholz – instrumenty perkusyjne